# Давыдов, Аким Харлампиевич
Аким Харлампиевич Давыдов (1865, Феодосия, Таврическая Губерния, Российская Империя — 20 января 1930, Гомель, Белорусская ССР, СССР) — русский политический деятель, председатель Гомельского отдела Союза русского народа.

## Биография
Старообрядец. Один из ближайших соратников руководителя СРН А. И. Дубровина. Принимал самое активное участие в еврейских погромах 1903 и 1906 годов. Участник 3-го Всероссийского съезда Русских Людей в Киеве 1—7 октября 1906 года, где выступал от имени старообрядцев, агитируя за целесообразность их принятия в СРН. Там же избран членом комиссии по выработке решения об избирательном законе.
В 1909 году избран членом комиссии по вопросу о чествовании 200-летия Полтавской победы и по вопросу о Всероссийском съезде СРН. На Ярославском совещании поставил вопрос «о замеченном в Северо-Западном крае нарушении закона о заселении церковных построек жидами, об отстранении жидов от производства ремонта в православных церквах».
Будучи председателем гомельского СРН, принимал активное участие в еврейских погромах 1903 и 1906 годов. 
В качестве делегата от Гомельского отдела принимал участие в 5-м Всероссийском съезде СРН (сторонников Дубровина). Избран почетным членом с зачислением в число учредителей Союза, кандидатом в члены Главного Совета Всероссийского Дубровинского Союза Русского Народа.
После ареста по подозрению в убийстве революционного активиста (затем Давыдов вскоре был отпущен) покинул Гомель под вымышленным именем, и с 1912 года выпадает из публичного поля зрения. 

### Аресты и суд
25 июля 1921 года арестован Феодосийской ЧК по обвинению в антисоветской агитации. 12 августа 1921 года осуждён  Коллегией Феодосийской ЧК по 
статье 58-10 УК РСФСР к 1 году и 6 месяцам  условного заключения. По этому делу реабилитирован Прокуратурой Автономной республики Крым 5 февраля 1996 года. 
В 1929 году Аким Давыдов был арестован в Грузинской ССР и этапирован в Гомель. Там он, вместе с остальными членами СРН, предстал перед судом по обвинению в организации погромов.

— Союз боролся против евреев, но евреев-капиталистов, как боролся и против русских капиталистов. (Давыдов).
— Перестаньте, — ответил ему судья, — Октябрьская революция показала, что в вас никто не нуждался.— По материалам jewish.ru
В ходе разбирательства всплыло совершённое в 1906 году убийство рабочего-революционера Михаила Кожемякина, которого члены СРН активно преследовали. Всего было заслушано 47 свидетельских показаний. 

Давыдов — опасный враг, который притаился, но может выскочить. И сейчас национальная вражда — самое сильное оружие наших врагов, а этим оружием Давыдов владеет в совершенстве.— Из показаний бывшего следователя Брандта, ведшего дело о погроме 1903 года.
 Суд приговорил Давыдова к расстрелу. Двухтысячная толпа присутствовавших в зале рабочих гомельских предприятий и железной дороги встретила приговор аплодисментами. 20 января 1930 года приговор был приведён в исполнение.